# Викрадення (фільм, 1969)
«Викрадення» (рос. Похищение) — радянський двосерійний комедійний фільм-концерт за участю популярних радянських артистів кінця 1960-х років. Прем'єра на центральному телебаченні відбулася до і після півночі з 31 грудня 1969 року (1 серія) на 1 січня 1970 року (2 серія). Між серіями було традиційне Вітання радянському народові.

## Сюжет
У пожежній частині готуються до зустрічі Нового року, але своїми силами організувати хорошу концертну програму не вдається. Троє активістів художньої самодіяльності викрадають для новорічного концерту кількох професійних артистів. Старший лейтенант міліції веде розслідування і вислуховує скарги від так званих «невикраденних». Виявляється, бути «викраденим» престижно, це — мрія багатьох артистів!

## Сценарій
9.15—11.08 пісня «Чесні грабіжники»
19.54 — 23.39 Штепсель, Тарапунька
2:15.30 — 2.18.30 Шуров, Рикунін: співають «А поїзд йшов в Чикаго»;
2:39.43— 2:41.57 Штепсель і Тарапунька

## У ролях
- Михайло Пуговкін — старший лейтенант міліції / французький поліцейський
- Олег Анофрієв — «викрадач», активіст художньої самодіяльності
- Савелій Крамаров — «викрадач», активіст художньої самодіяльності
- Євген Стеблов — «викрадач», активіст художньої самодіяльності
- Квартет «Аккорд» — камео
- Юрій Гуляєв — камео
- Батир Закіров і Луїза Закірова — камео
- Володимир Васильєв — камео
- Рина Зелена — камео
- Людмила Зикіна — камео
- Іван Любєзнов — камео
- Муслім Магомаєв — камео
- Юрій Мазурок — камео
- Лев Міров і Марк Новицький (дует) — камео
- Андрій Миронов — камео
- Майя Менглет — артистка Менглет
- Олена Образцова — камео
- Георг Отс — камео
- Юлія Пашковська — камео
- Майя Плісецька — камео
- Олег Попов — камео
- Едіта П'єха — камео
- Микола Сліченко і театр «Ромен» — камео
- Юрій Тимошенко і Юхим Березін (дует) — камео
- Володимир Трошин — камео
- Едуард Хіль — камео
- Віктор Чистяков — камео
- Тетяна Шмига — камео
- Олександр Шуров і Микола Рикунін (дует) — камео
- Юрій Гусаков і Михайло Кушнер (дует) — камео
- Леонід Харитонов — камео
- Володимир Бєлокуров — камео
- Серафима Бірман — камео
- Олександр Борисов — камео
- Гелена Веліканова — камео
- Георгій Віцин — камео
- Зиновій Високовський — камео
- Леонід Каневський — камео
- Алла Ларіонова — камео
- Клара Лучко — камео
- Марія Миронова і Олександр Менакер (дует) — камео
- Євген Моргунов — камео
- Віргіліус Норейка — камео
- Микола Рибников — камео
- Клара Рум'янова — камео
- Микола Фадєєчев — камео
- Леонід Харитонов — камео
- Людмила Шагалова — камео
- Надія Рум'янцева — камео

## Знімальна група
- Автори сценарію — Зиновій Паперний, Майя Соймонова
- Постановка — Юрій Сааков
- Оператор-постановник — Олександр Княжинський
- Художники-постановники — Іван Тартинський, Євген Свідєтєлєв
- Звукооператори — Андрій Грузов, В. Сілаєв
- Режисери — В. Адлер, В. Бєлий
- Композитори — Оскар Сандлер, Вадим Гамалія
- Оператор — Л. Кравченко
- Оператор комбінованих зйомок — Ю. Корох
- Художник комбінованих зйомок — Є. Маліков
- Мультиплікація — Є. Муханова
- Костюми — В. Попова, Н. Браун
- Грим — Є. Туркова
- Монтаж — Е. Найвельт, Н. Кокорєва
- Асистенти режисера — О. Шнайдман, С. Швардігулов, К. Дмитрієва
- Асистенти оператора — А. Беркович, В. Пономарьов
- Редактори — Н. Рум'янцева, К. Сімбард
- Директори картини — Н. Вайнтроб, С. Павлова